# Vardarac
Vardarac (hongrois : Várdaróc) est une localité de Croatie située dans la municipalité de Bilje, comitat d'Osijek-Baranja. Au recensement de 2001, elle comptait 660 habitants. Elle est habitée par des Magyars.